# Giovanni Marseguerra
Giovanni Marseguerra (* 1962) ist ein italienischer Ökonom.

## Leben
Giovanni Marseguerra studierte Mathematik an der Universität Mailand und Wirtschaftswissenschaften an der London School of Economics and Political Science. Nach Beendigung seines Studiums mit einem Master-Degree in Ökonometrie und Wirtschaftsmathematik wurde er in Ökonomie promoviert.
Marseguerra ist Professor für Politische Wirtschaftswissenschaften an der Università Cattolica del Sacro Cuore (UCSC) in Mailand.
Er war Sekretär des Wissenschaftlichen Beirates der päpstlichen Stiftung Centesimus Annus Pro Pontifice (CAPP); 2017 wurde er Nachfolger von Alberto Quadrio-Curzio und übernahm den Vorsitz des Beirates.
Marseguerra ist in mehreren wissenschaftlichen Beiräten verschiedener Zeitschriften engagiert. Er ist Autor zahlreicher Publikationen über ökonomische Theorien und Märkte sowie die ökonomische Analyse von Unternehmen mit besonderem Schwerpunkt auf die produktive Struktur und finanziellen Aspekte der Wechselwirkung zwischen Ökonomie und Ethik. Er arbeitet vor allem für Themen der Förderpolitik der Unternehmen, Eigentümerstruktur, Corporate Governance und Familienunternehmen.
Er ist Mitglied der italienischen Gesellschaft für Wirtschaftswissenschaftler.